# Paragomphus crenigomphoides
Paragomphus crenigomphoides là loài chuồn chuồn trong họ Gomphidae. Loài này được Clausnitzer & Dijkstra mô tả khoa học đầu tiên năm 2005.